# Rhododendron monodii
Rhododendron monodii är en ljungväxtart som först beskrevs av Herman Johannes Lam, och fick sitt nu gällande namn av Graham Charles George Argent. Rhododendron monodii ingår i släktet rododendron, och familjen ljungväxter. Inga underarter finns listade i Catalogue of Life.